# ستيفن دوايت
ستيفن دوايت (بالإنجليزية: Stephen Dwight)‏ هو محامي وسياسي أمريكي، ولد في 1 يوليو 1977 في الولايات المتحدة. حزبياً، نشط في الحزب الجمهوري. وقد انتخب عضو مجلس نواب لويزيانا.